# Pawieł Mielnikow (wioślarz)
Pawieł Władimirowicz Mielnikow (ros. Павел Владимирович Мельников, ur. 8 sierpnia 1969) – rosyjski wioślarz. Brązowy medalista olimpijski z Atlanty.
Zawody w 1996 były jego pierwszymi igrzyskami olimpijskimi. Startował w ósemce i to w niej zdobył brązowy medal. W tej konkurencji był również trzeci na mistrzostwach świata w 1999. Brał udział w igrzyskach olimpijskich w 2000.